# Діксон Ірері Катамбана
Діксон Ірері Катамбана (Dickson Ireri Kathambaga) — кенійський дипломат. Надзвичайний і Повноважний Посол Кенії в Україні за сумісництвом (1994—1998).

## Життєпис
У 1991—1998 рр. — Надзвичайний і Повноважний Посол Кенії в РФ.
У 1994—1998 рр. — Надзвичайний і Повноважний Посол Кенії в Україні за сумісництвом. Вручив вірчі грамоти Президенту України Леоніду Кравчуку.
Надзвичайний і Повноважний Посол Кенії в Литві за сумісництвом